# Francisco Pradilla
Francisco Pradilla y Ortiz – hiszpański malarz pochodzący z Aragonii tworzący na przełomie XIX i XX wieku. 
Początkowo uczył się malarstwa u dwóch malarzy dekoracyjnych w Saragossie. W 1863 roku wyjechał do Madrytu, gdzie kontynuował naukę. W 1874 za obraz Porwanie Sabinek otrzymał stypendium na studia w Rzymie. Razem z nim wyjechali Casto Plasencia, Jaime Morera i Alejandro Ferrant.
Zamieszkał w Rzymie na dłużej; w 1878 roku namalował Portret Joanny Szalonej, za który otrzymał wyróżnienie cum laude na Krajowej Wystawie Sztuk Pięknych w Madrycie i na wystawie światowej w Paryżu. Został dyrektorem Real Academia de España w Rzymie, na której wcześniej studiował, ale szybko zrezygnował, gdyż roczarowała go związana z tą pracą biurokracja. W 1897 otrzymał Pour le Mérite za Naukę i Sztukę